# Arraial
Arraial este un oraș în Piauí (PI), Brazilia. 